# Крижова кістка
Крижо́ва́ кістка, кри́жі (лат. os sacrum) — кістка таза скелета людини, утворилася внаслідок зрощення крижових хребців у одну суцільну кістку в кінці пубертатного періоду (періоду статевого дозрівання). Еволюційно більш масивне крижове зрощення ніж у чотирилапих тварин сформувалось у прямоходячої людини (Homo erectus) — внаслідок довготривалого перебування її тулуба у вертикальному положенні, воно приймає на себе всю вагу тіла людини і є центром цієї ваги. За допомогою крижово-клубових суглобів з'єднується з клубовими кістками (складовими тазових).

## Назва
Латинська назва os sacrum є калькою ἱερόν ὀστέον («священна кістка») — терміна з грецького койне, що трапляється в працях Клавдія Галена. У деяких мовах вживалися скальковані з латинської назви (англ. holy bone; нім. heiliges Bein, Heiligenbein, поряд з Kreuzbein; також сучасне нід. heiligbeen). Причини подібного йменування кістки неясні. Здогадно, крижі були частиною тварини, призначеною в жертву богам (оскільки поблизу них розташовані органи розмноження). Інша версія пов'язує прикметник ἱερόν зі стародавніми уявленнями про те, що ця кістка незламна: слово ἱερός, окрім значення «священний», також мало значення «сильний, міцний», отже os sacrum є неточним перекладом грецького словосполучення. Це підтверджується тим, що у греків існувала інша назва крижів μέγας σπόνδυλος («великий хребець»), перекладена латинською як vertebra magna.
У класичній давньогрецькій мові крижі були відомі під назвою κλόνις (латинізована форма clonis): вона споріднена з лат. clunis («сідниця»), санскр. śróṇis («стегно»), лит. šlaunis («стегно, кульша»). Засвідчена ще одна латинська назва крижів, ossa clunium («кістки сідниць»); а також, з огляду на ширину й товщину кістки у верхньому кінці, — os latum («широка кістка»).
У багатьох мовах назва крижів походить від латинської (англ., рум. і фр. sacrum, ісп. і порт. sacro), в інших — утворена від слова «хрест, криж» (укр. крижі, рос. крестец, пол. kość krzyżowa, угор. keresztcsont, нім. Kreuzbein, болг. кръстцова кост, серб. крсна кост/krsna kost, чеськ. křížová kost).
Українська діалектна назва крижів — «кряж»; також так називали й увесь хребет. З цими значеннями слова пов'язане й діалектне кряжи́ти («працювати, не розгинаючи спини», «дбати, турбуватися про когось»).

## Формування
Крижова кістка утворюються за рахунок зрощення п'яти крижових хребців (S1–S5). Зрощення хребців S2–S5 зазвичай завершується до 25 років. У свою чергу, зрощення S1–S2 відбувається повільніше, тому у віці 35 років крижове зрощення завершується лише приблизно у половини населення.

## Опис
Крижова кістка має трикутну форму. Основа крижової кістки (basis ossis) спрямована вгору, а верхівка крижової кістки (apex ossis sacri) — вниз та вперед. Розкидані вбік у вигляді крил бічні частини основи отримали назву крижових крил (ala sacralis). Основа верхнього крижового хребця розташовується під невеликим кутом, утворюючи виступ вперед — мис (promontorium).
Передня тазова поверхня (facies pelvina) крижової кістки увігнута. На тазовій поверхні помітні поперечні лінії (linea transversae) — місця зрощення крижових хребців. На кінцях поперечних ліній знаходяться передні крижові отвори (foramina sacralia anteriora). На спинній поверхні крижової кістки (fades dorsalis) переднім крижовим отвором відповідають задні крижові отвори (foramina sacralia posteriora). Крізь отвори проходять відповідно передні та задні гілки крижових спинномозкових нервів і судини. З обох боків від отворів розташовуються бічні частини (partes laterales) крижової кістки, що утворились в результаті злиття поперечних відростків та рудиментів крижових ребер. На кожній з бічних частин міститься вушкоподібна поверхня (facies auricularis), яка зчленовується з однойменною поверхнею клубової кістки. Позаду вушкоподібної поверхні помітна крижова горбистість (tuberositas sacralis) — місце прикріплення зв'язок.
На спинній поверхні крижової кістки вздовж серединної лінії проходить серединний крижовий гребінь (crista sacralis mediana), що утворився в результаті зрощення остистих відростків крижових хребців. По боках від серединного лежать присередні крижові гребені (cristae sacrales mediales), що утворились внаслідок злиття суглобових відростків крижових хребців. Ще латеральніше розміщені бічні крижові гребені (cristae sacrales laterales) — наслідки зрощення поперечних відростків крижових хребців. Від основи крижової кістки вгору спрямовані верхні суглобові відростки (processi articulares superiores), що утворюють суглоби з нижніми суглобовими відростками V-поперекового хребця.
Крізь усю крижову кістку проходить крижовий канал (canalis sacralis), який є продовженням хребтового каналу вищерозташованих відділів хребтового стовпа. Донизу канал відкривається через крижовий розтвір (hiatus sacralis), обабіч якого розміщуються крижові роги (cornua sacralia).
Рудименти нижніх суглобових відростків останнього крижового хребця. Крижовий розтвір є місцем виходу кінцевої нитки хребтового стовпа і може бути місцем епідуральної анастезії.

## В інших тварин
У коней крижі утворені п'ятьма зрощеними хребцями, у собак — трьома. У птахів крижові хребці злилися з поперековими й деякими хвостовими і грудними хребцями, утворивши складний криж. У жаб клубові кістки видовжені й утворюють рухомий суглоб з крижами: це подовжує задні кінцівки, сприяючи стрибкам.

## Додаткові зображення

Хребтовий стовп.
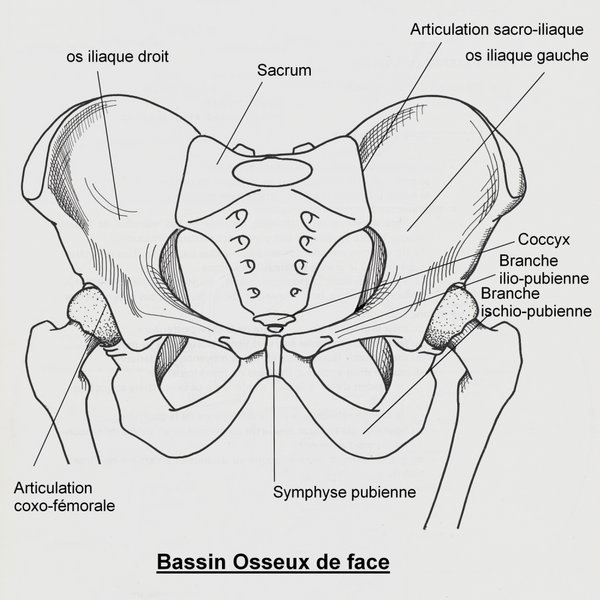
Схематична будова таза.
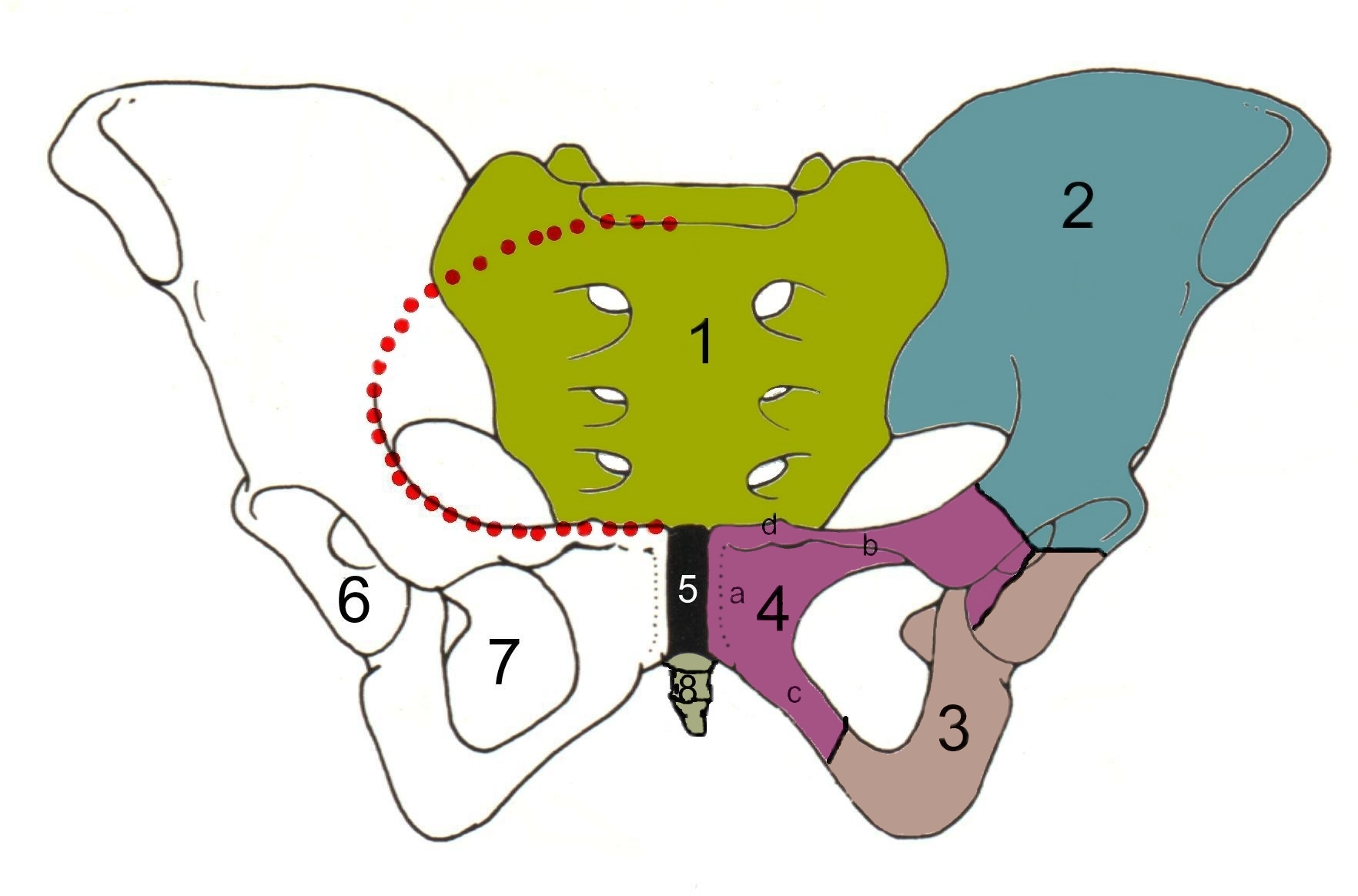
Таз (крижі позначено зеленим).
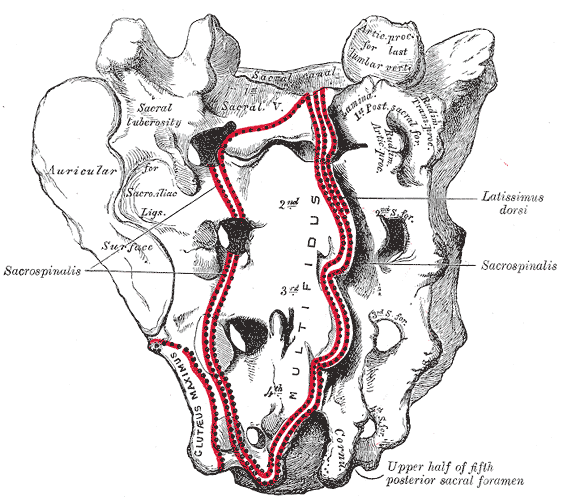
Крижова кістка, вигляд ззаду.
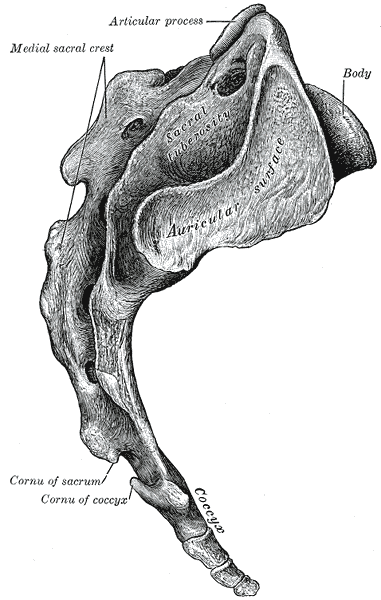
Бокові поверхні крижової кістки і куприка.
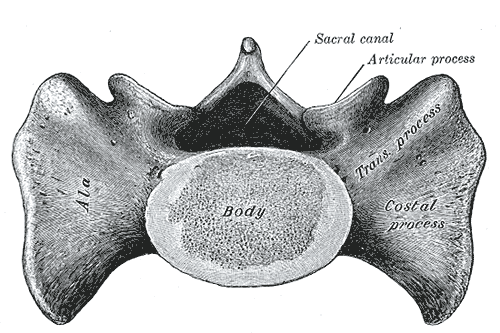
Основа крижової кістки.
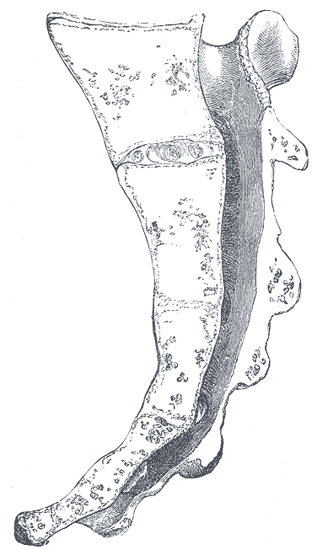
Серединний боковий розріз крижової кістки.
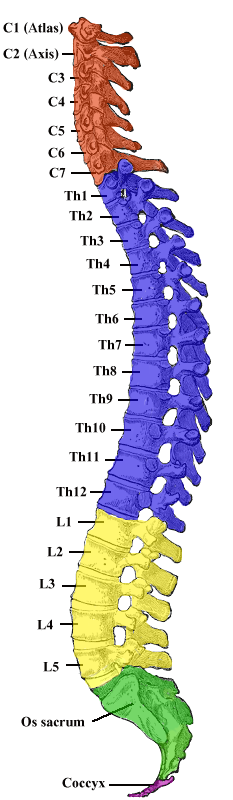
Хребетний стовп, відділи хребта.
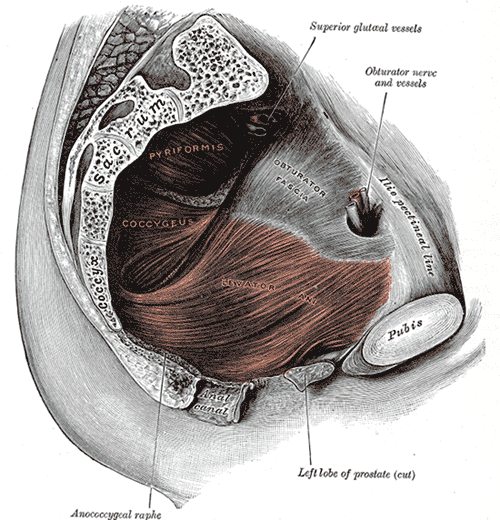
Лівий m. levator ani зсередини.
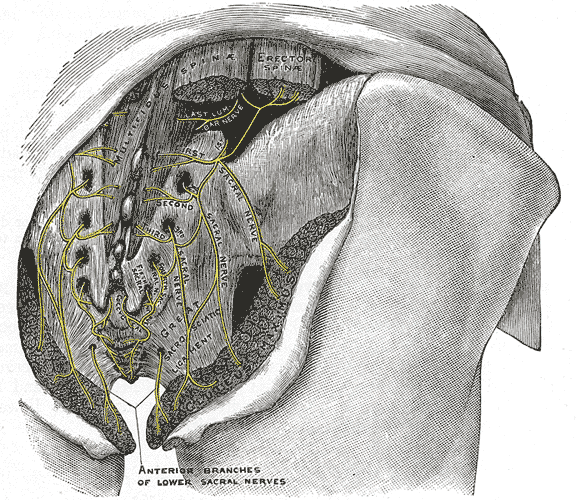
Вихід нервів через міжхребцеві отвори в крижовій кістці.
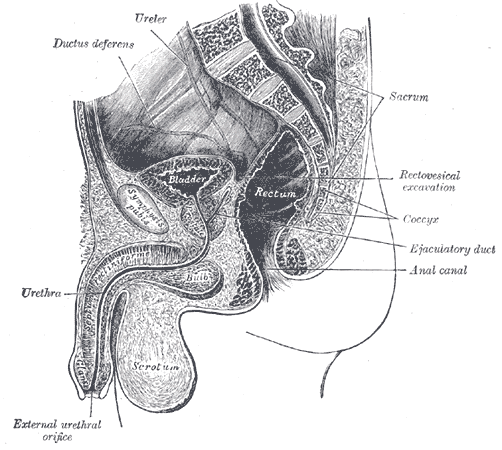
Серединний боковий розріз чоловічого таза.
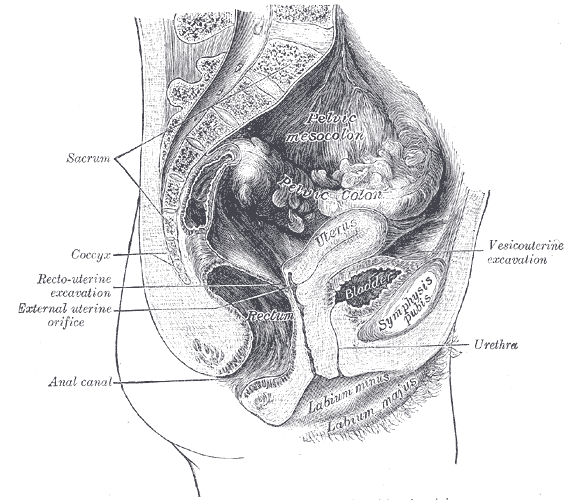
Серединний боковий розріз жіночого таза.
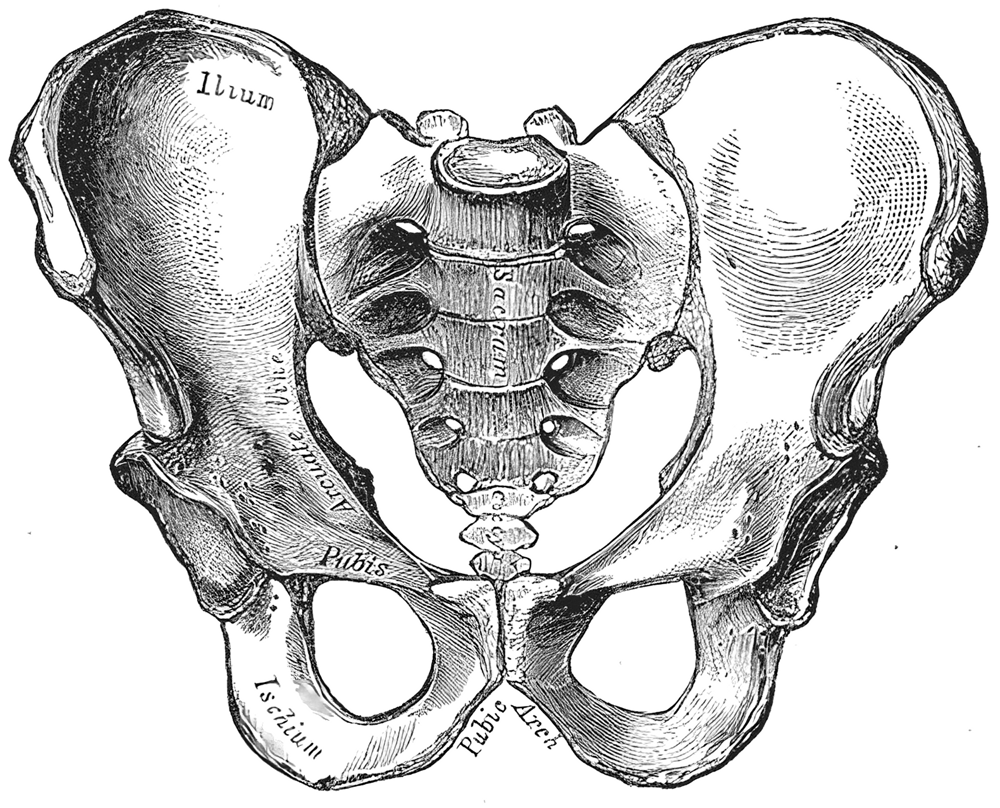
Крижова кістка в тазі
Анімація розташування крижів